# Шасањ (Горња Лоара)
Шасањ (фр. Chassagnes) насеље је и општина у централној Француској у региону Оверња, у департману Горња Лоара која припада префектури Бријуд.
По подацима из 2011. године у општини је живело 173 становника, а густина насељености је износила 14,13 становника/km². Општина се простире на површини од 12,24 km². Налази се на средњој надморској висини од 630 метара (максималној 871 m, а минималној 529 m).

## Демографија
| 1962. | 1968. | 1975. | 1982. | 1990. | 1999. | 2011. |
| ----- | ----- | ----- | ----- | ----- | ----- | ----- |
| 164   | 181   | 156   | 144   | 141   | 129   | 173   |

График промене броја становника у току последњих година